# Kogut galijski

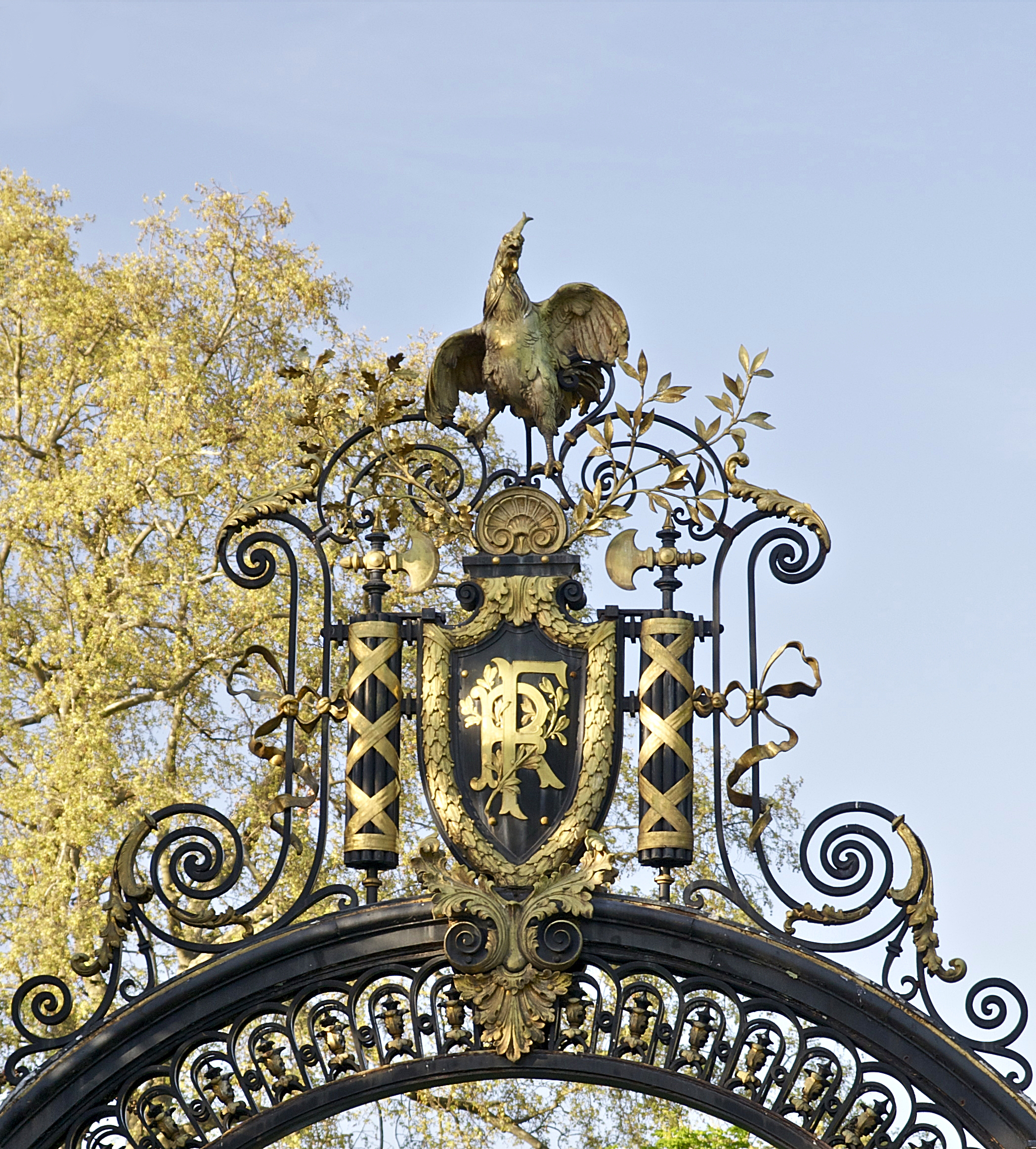
Kogut galijski na bramie Pałacu Elizejskiego w Paryżu

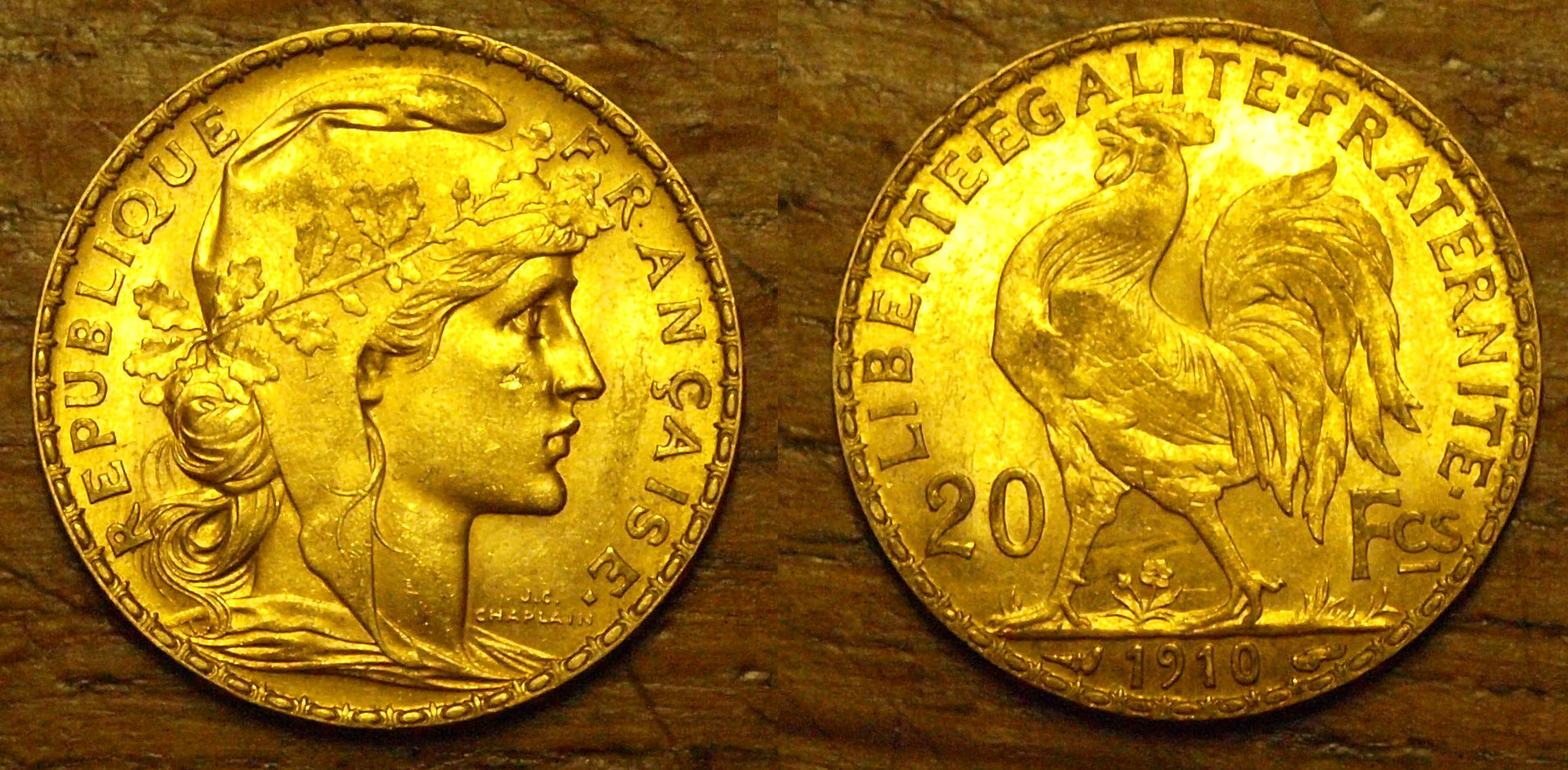
Marianne i kogut galijski na złotej monecie o nominale 20 franków

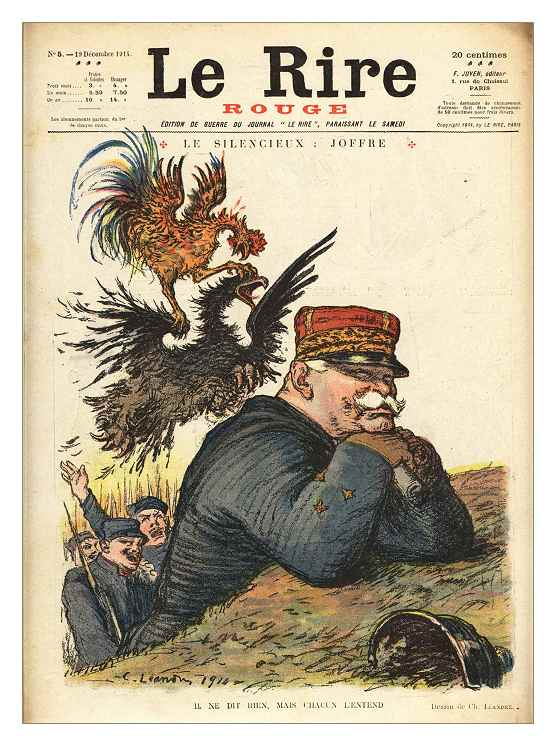
Popularna karykatura z 1914 w magazynie Le Rire przedstawiająca generała Josepha Joffre’a. Na drugim planie widać koguta galijskiego chwytającego czarnego pruskiego orła symbolizującego Niemcy

Kogut galijski (fr. Coq gaulois) – nieoficjalny symbol narodowy Francji jako narodu, który wziął swoją nazwę od łacińskiego słowa „Gallus” oznaczającego zarówno „kogut” jak i „mieszkaniec Galii”. Niektóre starożytne monety posiadały wizerunek koguta, ale ptak nie był jeszcze używany jako godło plemion Galii.

## Kogut galijski jako symbol
W średniowieczu galijski kogut był powszechnie używany jako symbol religijny, znak nadziei i wiary. W okresie renesansu kogut zaczął być kojarzony z tworzącym się narodem francuskim. Wizerunkowi władców z dynastii Walezjuszów i Burbonów często towarzyszył kogut, który reprezentował Francję na rytach i monetach które można znaleźć zarówno w Luwrze, jak i w Wersalu.

## Kogut galijski i cesarstwo
Wielka Rewolucja Francuska (1789–1799) ustanowiła koguta jako reprezentację tożsamości Francuzów. Widniał na czapce frygijskiej, monecie écu, pieczęci Pierwszego Konsula i na alegorycznej figurze „Braterstwo” która często nosiła długą laskę zwieńczoną kogutem. Gdy Napoleon Bonaparte zniósł I Republikę i ustanowił Cesarstwo, galijskiego koguta zastąpił orłem, bo jak powiedział Cesarz Francuzów: 

Kogut nie ma władzy, nie może być wizerunkiem cesarstwa takiego jak Francja.

## Kogut galijski i republika
Po okresie nieobecności rewolucja lipcowa w 1830 zrehabilitowała wizerunek koguta, a książę Orleanu podpisał rozkaz warunkujący, że kogut galijski musi pojawić się na flagach i jednolitych guzikach Gwardii Narodowej. Na pieczęci II Republiki widać, że figura „Wolność” trzyma rumpel ozdobiony kogutem, ale nadal występuje obok symbolu orła preferowanego przez Napoleona II, jako trwałego znaku Cesarstwa. 
W okresie III Republiki żelazna brama Pałacu Elizejskiego w Paryżu została ozdobiona figurą galijskiego koguta. Dwadzieścia franków w złocie z 1899 także posiada wizerunek koguta. W czasie I wojny światowej, rosnące patriotyczne uczucie sprawiło, że kogut stał się symbolem francuskiego oporu i odwagi wobec czarnego pruskiego orła symbolizującego Niemcy. Dzięki umiejętnie prowadzonej propagandzie, w szczególności przez rysowników politycznych, galijski kogut stał się symbolem Francji powstałej z chłopskiego pochodzenia, dumnej, upartej, odważnej i płodnej. Za granicą kogut także symbolizował Francję, nawet jeśli nie był to ptak, któremu wszyscy przypisywali czysto pozytywne cechy. 
Chociaż kogut galijski nie jest oficjalnym symbolem Republiki, to jednak nadal jest pewnym wyobrażeniem Francji. W zbiorowej wyobraźni, szczególnie w dziedzinie sportu, pozostaje najlepszą ilustracją francuskiego narodu.